# Ханбі
Ханбі (лат. Hanbi, з акадської: 𒀭𒄩𒀭𒁉 Ḫ.an.bi; також можливе прочитання як Ханпа, Ханбу та Ханпу)  — в ассирійській та вавилонській міфології повелитель сил зла, король злостивих демонів (лат. udug, з шумерської: 𒌜; демони удуг) та батько Пазузу і Хумбаби. 

## Міфологія
Окрім зв'язку із аккадським демоном Пазузу, практично жодні міфи чи культові тексти не згадують про Ханбі. Жодного окремого тексту про Ханбі не збереглося; радше, його згадують лише за допомогою формули «Пазузу, син бога Ханбі» в певних закляттях та на амулетних написах. Наприклад, у написі на статуетці Пазузу:
|  | Я Пазузу, син Ханбі, король злих демонів lilû. [Я] виринаю з гір у страшній нестямі. Ось він я. |

В шумерських текстах не зустрічається, а вперше з'являється саме у аккадському написанні. Дослідники, які підтримують семітське походження імені Ханбі, виводять його або від аккадського hanābu (тобто «пишний», також «квітнути» і «процвітати») або від семітського кореню hnp (порівняйте івр. עברית, тобто «бути оскверненим» або «бути забрудненним» та араб. ح-ن-ف, тобто «бути покручем»).
Проте спираючись на той факт, що зазвичай демонів відносили до певних груп та їх імена походили від їхніх найвизначніших характеристик (наприклад, «той, хто приховує» або «викрадач») існують версії й про запозичення Ханбі з інших міфологій, наприклад із єгипетської.